# O Jesus, öppna du mitt öga
O Jesus, öppna du mitt öga är en psalmtext vars text och melodi utgavs i Pilgrimsharpans musikupplaga 1862. Samma melodi används till Lina Sandell-Bergs text Där uppe ingen död skall vara från 1865. 
Melodin är en gammal svensk folkvisa. Texten i Lova Herren 1988  är av Lina Sandell. I Svenska Missionsförbundets sångbok 1920 finns en annan text av okänd författare

## Publicerad i
- Pilgrimsharpan 1862
- Svenska Missionsförbundets sångbok 1920, som nr 406 under rubriken "Bönesånger".
- Sions Sånger 1951, som nr 161
- Sions Sånger 1981, som nr 156 under rubriken "Kristlig vandel".
- Lova Herren 1988 som nr 598 under rubriken "Guds barn i bön och efterföljelse".